# Episodi di Light as a Feather (seconda stagione)
La seconda stagione della serie televisiva Light as a Feather, composta da 16 episodi, viene distribuita negli Stati Uniti su Hulu in due parti separate: la prima metà della stagione viene rilasciata il 26 luglio 2019, mentre la seconda è stata diffusa il 4 ottobre dello stesso anno. In Italia è inedita.
| nº            | Titolo originale         | Titolo italiano | Prima TV USA   | Prima TV Italia |
| Prima parte   | Prima parte              | Prima parte     | Prima parte    | Prima parte     |
| ------------- | ------------------------ | --------------- | -------------- | --------------- |
| 1             | ...Lost as Eden          |                 | 26 luglio 2019 |                 |
| 2             | ...Free as a Bird        |                 | 26 luglio 2019 |                 |
| 3             | ...Sly as a Fox          |                 | 26 luglio 2019 |                 |
| 4             | ...Sick as a Dog         |                 | 26 luglio 2019 |                 |
| 5             | ...Silent as the Night   |                 | 26 luglio 2019 |                 |
| 6             | ...Pale as Death         |                 | 26 luglio 2019 |                 |
| 7             | ...Guilty as Sin         |                 | 26 luglio 2019 |                 |
| 8             | ...White as a Ghost      |                 | 26 luglio 2019 |                 |
| Seconda parte |                          |                 |                |                 |
| 9             | ...Fresh as a Daisy      |                 | 4 ottobre 2019 |                 |
| 10            | ...Trapped as a Rat      |                 | 4 ottobre 2019 |                 |
| 11            | ...Clear as Mud          |                 | 4 ottobre 2019 |                 |
| 12            | ...Hungry Like a Wolf    |                 | 4 ottobre 2019 |                 |
| 13            | ...Thick as Thieves      |                 | 4 ottobre 2019 |                 |
| 14            | ...Mean as a Rattlesnake |                 | 4 ottobre 2019 |                 |
| 15            | ...Quiet as a Tomb       |                 | 4 ottobre 2019 |                 |
| 16            | ...Brave as a Lion       |                 | 4 ottobre 2019 |                 |